# Gervais-François Magné de Marolles
Pour les articles homonymes, voir Marolles.

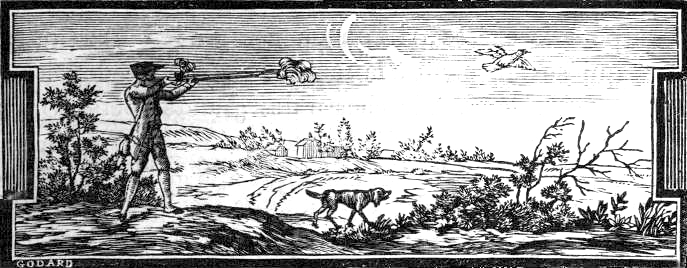
Illustration de la Chasse au fusil de Magné de Marolles.

Gervais-François Magné de Marolles, baptisé à Tourouvre le 4 août 1727 et mort à Paris le 7 février 1795, est un chasseur et un bibliographe érudit français.
Après avoir servi dans l’un des corps de la maison du roi, Magné de Marolles se retira du service et vint se fixer à Paris, où il fit de la bibliographie son étude la plus constante. 
Magné de Marolles est surtout connu pour son Essai sur la chasse au fusil, 1781, in-8°, opuscule rendu inutile par la Chasse au fusil, ouvrage divisé en deux parties, 1788, in-8°, excellent traité que l’auteur n’a cessé de travailler à l’améliorer et, à sa mort, on en trouva un exemplaire chargé de notes et additions importantes. Les éditions citées sont anonymes ; mais l’auteur est nommé dans le privilège du roi, imprimé à la fin de l’ouvrage. Prévoyant que, lors de la réimpression, cette pièce ne sera pas réimprimée, Magné de Marolles recommande expressément de mettre son nom sur le frontispice de ce livre. 
On a encore de Magné de Marolles des Observations sur la Traduction de Roland furieux, par de Tressan, in-12 de 68 pages, sans date, mais imprimées en 1780 ; Lettre de M. D. P*** à M. D. L., au sujet du livre intitulé : Origine de volgari Proverbii di Aloise Cynthio delli Fabritii, etc., in-12 de 14 pages, datée du 1er juillet 1780, et insérée dans l’Esprit des Journaux de septembre 1780, où elle remplit aussi 14 pages, ce qui autorise à croire que les exemplaires, tirés à part, sont un extrait de ce journal. Le livre des Proverbes, etc., dont il est question, fut imprimé à Venise, 1526, in-folio. La signature D. P*** que porte la lettre, n’a aucun rapport avec les noms de Marolles ; mais on a le témoignage de M. Barbier (Table de son Dict. des anonymes, etc., p. 277) ; Bibliographie instructive, tom. XI, partie estimative des livres rares et précieux ; titre d’un ouvrage dont il n’a paru que le prospectus, en 8 pages in-8°, et un modèle d’un feuillet contenant le prix estimatif de vingt articles de la Bibliographie ; Tablettes bibliographiques, in-8° dont il n’a été imprimé que les 16 premières pages ;  Recherches sur l’origine et le premier usage des registres, des signatures, des réclames et des chiffres de pages dans les livres imprimés (1783, in-8°), réimpression avec corrections, d’un morceau imprimé sous le même titre, dans l’Esprit des Journaux de mai 1782, petit ouvrage curieux pour ce qu’il dit de l’époque de l’invention des réclames et des signatures. Magné de Marolles y prétend que Jean de Cologne, imprimeur à Venise, est le premier à avoir fait usage des signatures en 1474. Il ne prétendait pas avoir tranché la question car, sans rien déterminer de précis, il éleva lui-même des doutes sur son opinion, dans de Nouvelles observations sur les signatures, contenant des additions et corrections aux Recherches précédentes, in-8° de 8 pages, qui se joint aux Recherches. Quant aux réclames, le premier livre, avec date, qui en a, est Confessionale Sancti Antonini, imprimé à Bologne, en 1473, in-4°, sans nom d’imprimeur, comme le dit Marolles. Les réclames y sont à la fin de chaque cahier, à la marge interne et perpendiculairement. Mais il existe un autre livre qui n’a pas échappé à Marolles, et qui, ne portant pas de date, a des indications suffisantes de l’époque de sa confection. C’est le Tacite imprimé à Venise, par un Spire.
Magné de Marolles était très laborieux et d’une constance opiniâtre dans ses recherches. Plusieurs travaux ou recueils attestent sa patience, et entre autres la collection qu’il avait faite de tout ce qui avait paru sur la bête du Gévaudan, collection qui fut déposée à la bibliothèque du Roi.